# Cailloma pumida
Cailloma pumida är en nattsländeart som beskrevs av Ross 1956. Cailloma pumida ingår i släktet Cailloma och familjen Hydrobiosidae. Inga underarter finns listade i Catalogue of Life.

## Bildgalleri

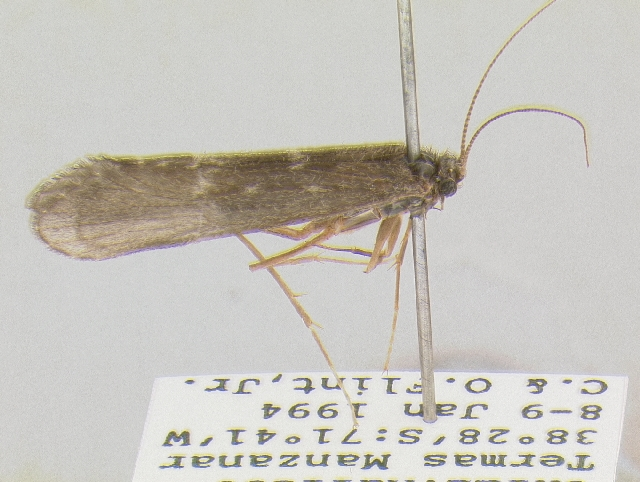